# Котлин
Котлин (на руски: Ко́тлин) е остров на Русия, разположен във Финския залив, на 32 km западно от Санкт Петербург. Той отделя Невския залив останалата част от Финския залив. На острова се намира крепостта Кронщат. Поради стратегическото си местоположение, островът е бил сцена на няколко военни сражения.

## История
Укрепеният град Кронщат е основан от Петър Велики през 1723 г. на острова, който го завзема от шведите през 1703 г.
Според преброяване от 1849 година населението на острова наброява 25 000 жители.
През март 1921 г. Котлин е мястото на антиболшевишкото Кронщатско въстание, в което загиват около 11 000 души.
През 1920-те и 1930-те години Ленинградският ветеринарно-зоотехнически институт провежда на острова изследвания в областта на военната биология в търсене на подходящи биологични възбудители на болести у хората и животните. Най-вече се изследват бактериите на чумата.

## География
Островът е с дължина 12,1 km и ширина около 1,6 km. Източната му част е по-широка и на нея е разположен крепостният град Кронщат. Западната му част е удължена, тясна и често бива наводнявана. Котлин разделя подходите към Санкт Петербург на два канала – северният е на практика запушен плитчини, а южният е стеснен от коси и в миналото е бил тежко охраняван от артилерийски батареи.
Достъпът до Санкт Петербург е значително улеснен с построяването на канал през 1875 – 1885 г. с дълбочина 7 m, преминаващ през плитчините. До острова може да се достигне и по автомобилен път, чрез изграденото съоръжение от мостове и тунел, което е построено в периода 1980 – 2011 г.